# Четвертинна геологія
Четверти́нна геоло́гія — розділ геології, що вивчає систему четвертинних відкладів і відповідний їм період історії Землі, що почався приблизно 2,6 млн років тому і триває досі.

## Історія розвитку науки
Розуміння важливості вивчення четвертинних відкладів прийшло не одразу. Довгий час четвертинні осади вважалися лише наносами, що приховують давніші породи. У самостійну формацію їх виділив наприкінці XVIII століття італійський вчений Джованні Ардуіно, коли він розділив всі гірські породи на первинні, вторинні, третинні (відповідні в сучасному розумінні палеозойським, мезозойським і кайнозойським відкладам). Наймолодші відклади він запропонував називати «четвертинними підрозділами гір». В 1888 році на геологічному конгресі було офіційно затверджено термін «четвертинний період». Але серйозний розвиток науки почався лише в 1920–1930-х роках XX століття. В 1928 році була створена особлива міжнародна організація — Асоціація з вивчення четвертинного періоду Європи, яка пізніше була перетворена в Міжнародний союз із вивчення четвертинного періоду (англ. International Union for Quaternary Research). Кожні чотири роки він організовує міжнародні конгреси.
Проблеми четвертинної геології висвітлюються в спеціальних періодичних виданнях: «Бюлетень Комісії з вивчення четвертинного періоду», «Праці Комісії з вивчення четвертинного періоду», «Геоморфологія», «Anthropozoikum», «Biuletin Peryglacjalny» (Польща), «Eiszeitalter und Gegenwart» (ФРН) та ін.

## Напрями четвертинної геології
1. генетичний — з'ясування походження умов утворення відкладів.
2. стратиграфічний — вдосконалення стратиграфічної шкали четвертинного періоду.
3. палеогеографічний і палеоекологічний — відновлення умов осадконакопичення та екологічної ситуації відповідного часу.
4. неотектонічний — вивчення тектонічних рухів четвертинного періоду та їх впливу на покрив четвертинних відкладів.
5. прикладний — розробка корисних копалин четвертинних відкладів, вивчення для потреб інженерної геології, гідрогеології.